# Твердофазная эпитаксия
Твёрдофазная эпитаксия сокр., ТФЭ (англ. solid phase epitaxy сокр., англ. SPE) — способ наращивания эпитаксиальной плёнки, при котором сначала при пониженной температуре осаждается неупорядоченная (аморфная) плёнка, после чего проводится её кристаллизация при более высоких температурах (которые, однако, ниже температуры плавления этого материала).
Обычно твёрдофазная эпитаксия делается путём нанесения аморфной плёнки на монокристаллическую подложку. Затем подложка нагревается, в результате чего происходит кристаллизация плёнки. Одной из разновидностей твёрдофазной эпитаксии считается отжиг, который используется для перекристаллизации слоёв кремния, аморфизированных с помощью ионной имплантации. Во время этого процесса происходит сегрегация и перераспределение примесей на границе растущего аморфного слоя. Данный метод используется для внедрения примесей с низкой растворимостью в кремнии.